# El ojo de Iberoamérica
El Ojo de Iberoamérica es un festival, que consta de tres días, el cual se celebra anualmente en la ciudad de Buenos Aires, Argentina, dedicado a los que trabajan en la comunicación, desde un aspecto creativo, publicitario y otros campos relacionados. En el mismo se premian las mejores piezas de Iberoamérica, además de darse charlas y conferencias. Es considerado como uno de los festivales no anglosajones más importantes del mundo, el evento anual atrae normalmente a cientos de jóvenes y personas dedicadas al rubro.
A esto debemos atribuirle que el evento consta de reconocimientos a los diferentes niveles y momentos de desarrollo de cada uno de los países de la región,  premiando de cierta manera el desempeño local de cada país o región, entre estas premiaciones podemos encontrar: Mejor Agencia, Creativo, Productora, Realizador, Anunciante y Mejor pieza local. En este nivel local pueden participar países como: Argentina, Brasil, Centroamérica y Caribe, Chile, Colombia, Ecuador, España, Estados Unidos (hispano), México, Perú, Portugal, Puerto Rico, Región Sur (Bolivia y Paraguay), Uruguay y Venezuela.

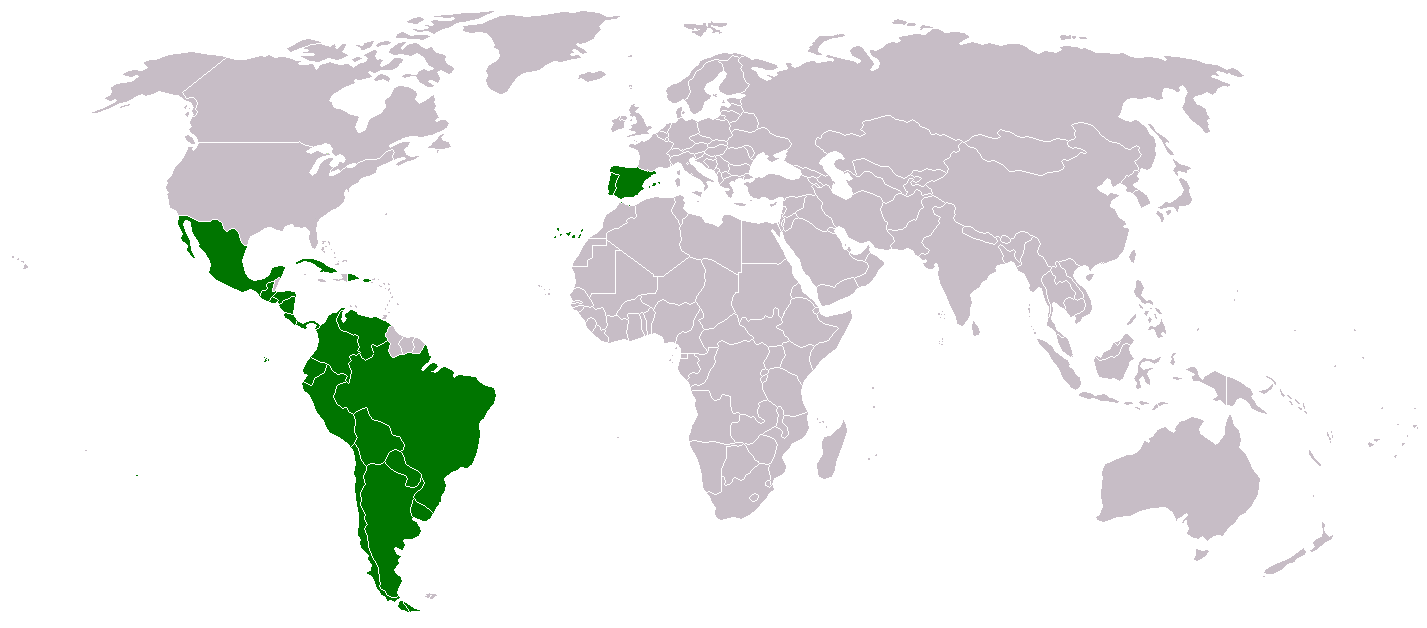
Iberoamérica

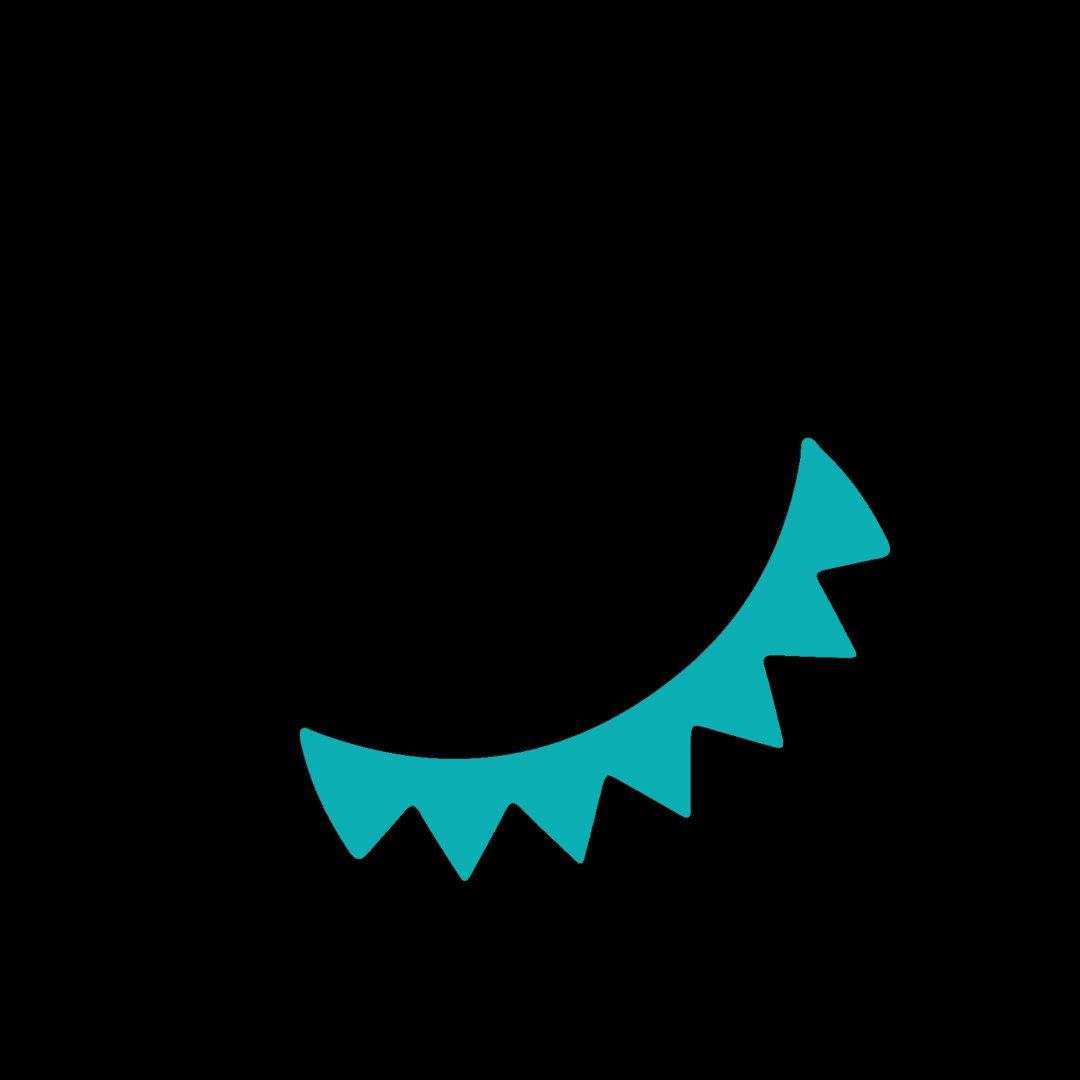
El Ojo de Iberoamérica

## Historia
El Ojo de Iberoamérica es el primer festival internacional con un criterio y una mirada latina de la creatividad, la comunicación y el entretenimiento que cada año impulsa los límites del talento, la creatividad y la comunicación latina.
Desde hace más de 24 años, el Festival Internacional El Ojo de Iberoamérica aporta y contribuye a la industria de las comunicaciones, el marketing y la publicidad regional y mundial, con su coctel de capacitación e inspiración, reconocimiento a los mejores profesionales y empresas de la región y a sus trabajos, y con oportunidades únicas de encuentro, intercambio y networking, entre talentos latinos y figuras de renombre mundial.
El Ojo nació en 1998, como un reconocimiento a lo mejor de la industria iberoamericana y de cada uno de sus países, en base al período 1994-1998. Desde esa primera edición, fue evolucionando hasta convertirse en uno de los cinco festivales más reconocidos del mundo y el principal de Iberoamérica.
Hoy, El Ojo es cita obligada e imperdible en la agenda anual de la creatividad regional e internacional. Es un lugar de encuentro, debate, capacitación e inspiración para anunciantes, agencias de publicidad, de tecnología, de medios, digitales, de promociones, de marketing, de innovación, de prensa, productoras audiovisuales, medios especializados y estudiantes de carreras universitarias afines.
Desde su creación, y a través de sus premios, el festival ha logrado reflejar el pensamiento, la creatividad y la frescura latina, y exponerla a los ojos del mundo, atrayendo a la región a figuras de primer nivel internacional y regional, que llegan cada año a Buenos Aires, para compartir sus pensamientos y experiencias.
Como referente de la creatividad e innovación latina, El Ojo presenta su Ciclo de Conferencias Internacionales, con presentaciones de primer nivel, que brindan capacitación e inspiración a los profesionales de la industria, así como exhibiciones, proyecciones de los trabajos participantes en los distintos premios, y una exposición comercial pensada para un público “trendsetter”, innovador y líder de opinión, convirtiéndose en un espacio ideal para que las marcas puedan conectar con un selecto público de jóvenes.

## Premios
El Premio Internacional El Ojo de Iberoamérica tiene como objetivo reconocer y distinguir la trayectoria, el desempeño y las mejores ideas y piezas de comunicación de las empresas y profesionales latinos que hayan contribuido con un trabajo sólido, constante e innovador al desarrollo de la publicidad de su país y de la región, llevando a la comunicación a un nuevo nivel, elevando el prestigio de la industria, y posicionando a Iberoamérica como centro del pensamiento creativo e inspiración para el mundo publicitario, del marketing, de la producción y de las comunicaciones.
Conocé las categorías, los requerimientos y el detalle de cada uno de los premios de la edición de este año. https://www.elojodeiberoamerica.com/premio/premios-y-categorias/
| El Ojo Film                         | El Ojo Gráfica                  | El Ojo Radio                  | El Ojo Vía Pública                       |
| El Ojo Digital & Social             | El Ojo Media                    | El Ojo Directo                | El Ojo Experiencia de Marca & Activación |
| El Ojo PR                           | El Ojo Design                   | El Ojo Sustentable            | El Ojo Spots                             |
| El Ojo Contenido                    | El Tercer Ojo                   | El Ojo Innovación             | El Ojo Creative Data                     |
| El Ojo Eficacia                     | Mejor Idea Latina para el Mundo | El Ojo Producción Audiovisual | El Ojo Jóvenes Realizadores              |
| El Ojo Producción de Audio & Sonido | El Ojo Producción Gráfica       | El Ojo + Mujeres              |                                          |
| Desempeño por Iberoamérica          | El Ojo Local                    |                               |                                          |

## Quiénes pueden participar
Agencias de Publicidad, Directores Creativos, Productoras, Directores de Cine Publicitario, Anunciantes, Agencias de Medios, Estudios Creativos, Estudios de Diseño y Branding, Diseñadores, Medios de Comunicación, Agencias Interactivas, Agencias de Promoción, Experiencia de Marca y de Marketing Directo, Postproductoras, Estudios de Animación, Productoras de Imagen y Sonido, Productoras de Música, Estudios Multimedia, Agencias de Desarrollo y Activación, Productoras de Contenidos, Agencias de Comunicación, Agencias de Prensa, Agencias de Relaciones Públicas, Agencias de Comunicación Interna, Consultoras de Comunicación, Departamentos Internos de Relaciones Institucionales, Departamento de Publicidad, Marketing, Branding, Innovación, Sustentabilidad y RSE de empresas, Asesores de Imagen, Agencias BTL, Estudios 3D, Empresas de Software y Programación, Programadores y Realizadores de Videojuegos y Aplicaciones, Instituciones, organismos o empresas tanto Públicas como Privadas así como Asociaciones de bien público y ONGs, etc.

## Que países pueden participar
Podrán participar de los premios por Iberoamérica, las piezas, campañas y casos realizados paraun mercado, una subregión y/o para la región por toda empresa o profesional de América, Estados Unidos (aquellas piezas destinadas a un target donde esté incluida la comunidad hispana, en cualquier idioma), España, Andorra y Portugal que inscriban y hayan abonado sus inscripciones dentro de las fechas estipuladas por el festival.
Para el Premio Mejor Idea Latina para el Mundo, Mejor Producción Audiovisualy Mejor Producción de
Audio &Sonido, podrán participar las piezas, campañas y casos de profesionales de agencias, productoras o empresas de cualquier parte del planeta siempre y cuando, la idea inscripta haya tenido la participación relevante de un profesional latino en su creación.

## Composición del jurado
El sistema de votación consta de dos etapas on line.
La primera etapa de la votación será realizada por un grupo de jurados presidido, coordinado y guiado por el presidente de cada uno de los Premios a nivel regional.
En la segunda etapa, una vez definidos los ganadores de metales de cada una de las categorías de cada premio, todos los Presidente evaluarán y designarán de una forma integran a los ganadores de los Grandes Ojos en cada uno de los premios.
El sistema de votación le permite a cada jurado juzgar atentamente y con el tiempo necesario desde su oficina, casa o lugar que elija el material participante e ir seleccionando a sus favoritos para luego realizar su votación y elegir a los mejores de cada categoría en cada una de las etapas de votación. De esta manera cada jurado puede analizar con mayor privacidad y a conciencia todo el material, ya que vota en forma privada desde la tranquilidad del lugar que elija.
Al mismo tiempo este sistema garantiza un premio genuino y transparente, ya que cada jurado vota de manera online y secreta sin las habituales presiones que normalmente se producen en las votaciones presenciales, sólo recibirá las sugerencias y criterios planteados por los presidentes de Jurado.
Cada jurado recibe un usuario y contraseña para ingresar al sistema de votación online, donde se encontrará con el material inscripto para ser juzgado y las indicaciones de los premios y categorías en las que debe votar en cada una de las rondas de votación y es responsable por la calidad y el criterio de su voto.
En ningún caso un jurado podrá votar por sus piezas o las de su empresa. Se podrá votar piezas de su red de otros países siempre que no sea un procedimiento constante. El sistema de votación se encuentra configurado para invalidar los auto-votos de cualquier miembro del jurado. En caso de detectar el procedimiento de auto- votación en forma reiterada por parte de alguno de los miembros del jurado, o la votación sistemática a las piezas de su red, la organización procederá a invalidar todo lo actuado por el jurado en cuestión. Además, dicho jurado perderá los beneficios que el festival le haya concedido. La organización tendrá en cuenta esta situación irregular al momento de convocar al jurado del año siguiente.